# Unterrohrbach (Gemeinde Leobendorf)
Unterrohrbach ist eine Ortschaft und eine Katastralgemeinde der Marktgemeinde Leobendorf im Bezirk Korneuburg in Niederösterreich. Die Ortschaft hat 490 Einwohner (Stand 1. Jänner 2024). Bis Ende 1970 war Unterrohrbach eine eigenständige Gemeinde.

## Geografie
Im zwischen Spillern und Oberrohrbach liegenden Dorf, das vom Rohrbach durchflossen wird, kreuzen die Landesstraßen L25 und L32.

## Geschichte
Laut Adressbuch von Österreich waren im Jahr 1938 in der Ortsgemeinde Unterrohrbach ein Gastwirt, zwei Gemischtwarenhändler, eine Mühle, ein Schmied, ein Schuster und ein Landwirt mit Direktvertrieb ansässig.
Mit 1. Jänner 1971 wurde im Zuge der Niederösterreichischen Kommunalstrukturverbesserung die bis dahin selbständige Gemeinde Unterrohrbach nach Leobendorf eingemeindet.